# Fernbus Simulator
Fernbus Simulator är ett buss-simuleringsspel som utvecklades av den tyska spelutvecklaren TML och gavs ut av Aerosoft i samarbete med Flixbus. Spelet släpptes för Microsoft Windows den 25 augusti 2016. Spelet finns tillgängligt som fysisk utgåva eller nedladdning.

## Handling
Spelet baseras på en skala av 1:10, består av 20 000 km väg samt 40 tyska städer, bland annat Berlin, Hamburg och Frankfurt. Spelaren kan välja sin egen rutt eller följa en officiell rutt. En annan uppgift spelaren har är att själv sköta biljettförsäljningen och incheckningen av passagerare. Väder och årstider är dynamiska och kan förändras över tid vilket gör att svårighetsgraden varierar.